# Associazione Nazionale Archivistica Italiana
L'Associazione Nazionale Archivistica Italiana è un'associazione tra archivisti che promuove attività e studi intesi a sostenere la funzione culturale degli archivisti stessi, a sviluppare e a tutelare la loro professionalità, a incrementare le relazioni fra esperti e cultori degli archivi e a preservare e a valorizzare il patrimonio archivistico. La associazione ha sede a Roma ed è stata fondata nel 1949.

## Storia
L'ANAI fu costituita nel 1949 sulla base di un'iniziativa presa da Emilio Re, funzionario dell'amministrazione archivistica quale Soprintendente agli archivi, quando l'amministrazione archivistica dipendeva dal Ministero per gli Interni. Fu costituita come associazione di archivisti italiani operanti all'interno delle amministrazioni pubbliche. Il suo primo congresso ebbe luogo a Orvieto nell'ottobre del 1949.
La storia dell'ANAI può essere articolata in almeno tre grandi periodi:
- dalle origini (1949) al 1963;
- dal 1963 al 1985;
- dal 1986 ad oggi.

### Primo periodo: dalle origini (1949) al 1963
Nel primo periodo l'ANAI, sotto la presidenza prima di Emilio Re, poi di Riccardo Filangeri e di Leopoldo Sandri, cominciò a muovere i primi passi e a svolgere un ruolo sempre più importante sia in Italia che all'estero, sino ad organizzare, nel 1956, il III Congresso Internazionale degli Archivi a Firenze.

### Secondo periodo: dal 1963 al 1985
Il secondo periodo, caratterizzato dalla lunga presidenza di Antonino Lombardo e legato anche all'entrata in vigore della nuova legge archivistica italiana del 1963, fu segnato dalla complessa e difficile transizione da una visione burocratica del lavoro archivistico, verso una funzione più specificamente scientifica e culturale. Fu in questi anni che si arrivò alla costituzione di una rivista dell'associazione, Archivi e Cultura, che dal 1967 al 1985 fu l'organo ufficiale dell'ANAI.

### Terzo periodo: dal 1986 ad oggi
Il terzo periodo si apre nel 1986 con il Congresso di Piacenza e la presidenza di Enrica Ormanni, cui sono succeduti nel 1996 Isabella Orefice, nel 2010 Marco Carassi e nel 2015 Mariella Guercio.
In questi anni si è assistito alla progressiva trasformazione dell'ANAI da associazione di archivisti di stato ad associazione di tutti gli archivisti. Nel 1988, con l'approvazione del nuovo statuto mediante referendum, l'associazione si è strutturata in Sezioni Regionali, ognuna delle quali dotata di propri organi di governo e di autonomia organizzativa per quanto concerne le iniziative culturali.
È stata inoltre rinnovata l'attività editoriale, con l'uscita di una nuova rivista Archivi per la storia, che sostituiva Archivi e Cultura e che poi ha preso l'attuale nome di Archivi. La rivista contiene saggi, articoli, dibattiti, presentazione e discussione di casi, recensioni e segnalazioni bibliografiche che affrontano le problematiche connesse alla formazione, conservazione, trasmissione e valorizzazione dei documenti archivistici.
L'associazione ha iniziato nel 1993, sotto la direzione di Isabella Orefice, la pubblicazione di un più agile notiziario con cadenza trimestrale, ANAI Notizie, trasformato, nel 2006, in pubblicazione on-line, Il Mondo degli Archivi, con la collaborazione della Direzione Generale per gli Archivi del Ministero per i Beni e le Attività Culturali. La rivista tra il 2015 e il 2016 è stata completamente rinnovata in collaborazione con l'Istituto centrale per gli archivi e con la redazione del SAN, il portale del Sistema archivistico nazionale: questa terza serie è on line dal 16 aprile 2016.
Sono stati sviluppati intensi rapporti con le associazioni archivistiche straniere e con il Consiglio Internazionale degli Archivi, (International Council on Archives). L'ANAI, in questo contesto, ha organizzato la Conferenza Europea degli Archivi a Firenze nel 2001.
Tra le iniziative occorre ricordare Archiexpo svoltasi per un biennio a Milano primo Salone del genere in Italia, di carattere scientifico ed espositivo al tempo stesso, dedicate alla rivoluzione digitale e al suo rapporto con il mondo degli archivi.
Nel gennaio 2009 è stato presentato il Progetto Archivi della Moda del 900, volto al recupero e alla valorizzazione dell'immenso patrimonio della moda italiana contenuto negli archivi del '900, che si è articolato in diversi seminari di studio, relativi ai differenti distretti produttivi in varie città d'Italia, in attività di censimento ed in convegni nazionali. Il progetto è stato accolto dalla Direzione Generale per gli Archivi e rilanciato nel Portale della Moda, all'interno del Sistema Archivistico Nazionale.

## Presidenti
- 1949 - 1950 Emilio Re
- 1950 - 1959 Riccardo Filangeri
- 1960 - 1963 Leopoldo Sandri
- 1963 - 1985 Antonino Lombardo
- 1985 - 1986 Antonio Saladino
- 1986 - 1996 Enrica Ormanni
- 1996 - 2010 Isabella Orefice
- 2010 - 2015 Marco Carassi
- 2015 - 2019 Mariella Guercio
- 2019 - oggi Micaela Procaccia